# Liste der Kulturdenkmale in Farnstädt
In der Liste der Kulturdenkmale in Farnstädt sind alle  Kulturdenkmale der Gemeinde Farnstädt und ihrer Ortsteile aufgelistet. Grundlage ist das Denkmalverzeichnis des Landes Sachsen-Anhalt, das auf Basis des Denkmalschutzgesetzes des Landes Sachsen-Anhalt vom 21. Oktober 1991 durch das Landesamt für Denkmalpflege und Archäologie Sachsen-Anhalt erstellt und seither laufend ergänzt wurde (Stand: 31. Dezember 2023).
Diese Liste ist eine Teilliste der Liste der Kulturdenkmale im Saalekreis.

## Kulturdenkmale nach Ortsteilen

### Farnstädt
| Lage                                                                                         | Bezeichnung | Beschreibung                                 | Erfassungs- nummer | Ausweisungsart | Bild |
| -------------------------------------------------------------------------------------------- | ----------- | -------------------------------------------- | ------------------ | -------------- | --- |
| Eislebener Straße Ehemals Oberfarnstädt, westlicher Ortsrand (Karte)                         | Friedhof    |                                              | 094 21065          | Baudenkmal     | [[Vorlage:Bilderwunsch/code!/C:51.42909,11.565449!/D:Eislebener Straße Ehemals Oberfarnstädt, westlicher Ortsrand,!/\|BW]]                  |
| Hornburger Weg 15 Ehemals Unterfarnstädt (Karte)                                             | Ziegelei    |                                              | 094 20992          | Baudenkmal     | [[Vorlage:Bilderwunsch/code!/C:51.431499,11.587803!/D:Hornburger Weg 15 Ehemals Unterfarnstädt,!/\|BW]]                                     |
| Kirchplatz Ehemals Unterfarnstädt (Karte)                                                    | Kirche      | Kirche St. Sylvester Unterfarnstädt          | 094 20991          | Baudenkmal     | Weitere Bilder |
| Tränkstraße Ecklage, Einmündung der Röblinger Straße und der Straße Weinbergsiedlung (Karte) | Gedenkstein |                                              | 094 06107          | Baudenkmal     | Gedenkstein |
| Tränkstraße Ehemals Oberfarnstädt (Karte)                                                    | Kirche      | Kirche St. Johannes und Paulus Oberfarnstädt | 094 05906          | Baudenkmal     | Weitere Bilder |
| Weinbergsiedlung 14 Nördlich zwischen den Ortslagen Ober- und Unterfarnstädt (Karte)         | Park        | Weinberg                                     | 094 50282          | Baudenkmal     | [[Vorlage:Bilderwunsch/code!/C:51.430168,11.569694!/D:Weinbergsiedlung 14 Nördlich zwischen den Ortslagen Ober- und Unterfarnstädt,!/\|BW]] |

### Alberstedt
| Lage                                                   | Bezeichnung | Beschreibung            | Erfassungs- nummer | Ausweisungsart | Bild |
| ------------------------------------------------------ | ----------- | ----------------------- | ------------------ | -------------- | --- |
| Friedhofstraße Friedhof, in Front des Eingangs (Karte) | Gedenkstein | Gedenkstein             | 094 06104          | Baudenkmal     | [[Vorlage:Bilderwunsch/code!/C:51.445568,11.626235!/D:Friedhofstraße Friedhof, in Front des Eingangs,!/\|BW]] |
| Mühlweg 5 Nördlicher Ortsrand (Karte)                  | Bauernhof   |                         | 094 65528          | Baudenkmal     | [[Vorlage:Bilderwunsch/code!/C:51.449835,11.625744!/D:Mühlweg 5 Nördlicher Ortsrand,!/\|BW]]                  |
| Straße der Freundschaft (Karte)                        | Kirche      | Sankt Petrus und Paulus | 094 05784          | Baudenkmal     | Weitere Bilder                                                                                                |
| Straße der Freundschaft 25 Östlich der Kirche (Karte)  | Pfarrhof    |                         | 094 65530          | Baudenkmal     | [[Vorlage:Bilderwunsch/code!/C:51.446266,11.625555!/D:Straße der Freundschaft 25 Östlich der Kirche,!/\|BW]]  |
| Straße der Freundschaft 30 (Karte)                     | Baurest     |                         |                    | Kleindenkmal   | BW |

### Oberfarnstädt
| Lage                                                                  | Bezeichnung  | Beschreibung | Erfassungs- nummer | Ausweisungsart | Bild |
| --------------------------------------------------------------------- | ------------ | ------------ | ------------------ | -------------- | --- |
| Eislebener Straße 26 Ehemals Oberfarnstädt (Karte)                    | Herrenhaus   | Oberhof      | 094 21066          | Baudenkmal     | [[Vorlage:Bilderwunsch/code!/C:51.427668,11.567158!/D:Eislebener Straße 26 Ehemals Oberfarnstädt,!/\|BW]] |
| Tränkstraße Ehemals Oberfarnstädt (Karte)                             | Bauernstein  |              | 094 50285          | Kleindenkmal   | [[Vorlage:Bilderwunsch/code!/C:51.428808,11.567904!/D:Tränkstraße Ehemals Oberfarnstädt,!/\|BW]]          |
| Tränkstraße 23, 25, 27 Ehemals Oberfarnstädt, nahe der Kirche (Karte) | Häusergruppe |              | 094 50281          | Denkmalbereich | Häusergruppe                                                                                              |
| Tränkstraße 45, 47 Ehemals Oberfarnstädt (Karte)                      | Rittergut    | Unterhof     | 094 50284          | Baudenkmal     | Weitere Bilder                                                                                            |

## Ehemalige Kulturdenkmale nach Ortsteilen
Die nachfolgenden Objekte waren ursprünglich ebenfalls denkmalgeschützt oder wurden in der Literatur als Kulturdenkmale geführt. Die Denkmale bestehen heute jedoch nicht mehr, ihre Unterschutzstellung wurde aufgehoben oder sie werden nicht mehr als Denkmale betrachtet.

### Alberstedt
| Lage                                           | Bezeichnung | Beschreibung                                                                                                   | Erfassungs- nummer | Ausweisungsart | Bild                                                                                                  |
| ---------------------------------------------- | ----------- | --- | ------------------ | -------------- | --- |
| Straße der Freundschaft 21, 22 Ecklage (Karte) | Bauernhof   | Bauernhof Nachdem der Bauernhof nicht mehr vorhanden war, wurde er 2023 aus dem Denkmalverzeichnis gestrichen. | 094 65529          | Baudenkmal     | [[Vorlage:Bilderwunsch/code!/C:51.446447,11.624091!/D:Straße der Freundschaft 21, 22 Ecklage,!/\|BW]] |

### Farnstädt
| Lage                                              | Bezeichnung | Beschreibung | Erfassungs- nummer | Ausweisungsart | Bild |
| ------------------------------------------------- | ----------- | ------------ | ------------------ | -------------- | ---- |
| Weinbergsiedlung 7a ehemals Oberfarnstädt (Karte) | Gartenhaus  |              | 094 50283          | Baudenkmal     | BW   |

## Legende
In den Spalten befinden sich folgende Informationen:
- Lage: Nennt den Straßennamen und wenn vorhanden die Hausnummer des Kulturdenkmals. Die Grundsortierung der Liste erfolgt nach dieser Adresse. Der Link „Karte“ führt zu verschiedenen Kartendarstellungen und nennt die geographischen Koordinaten.
Link zu einem Kartenansichtstool, um Koordinaten zu setzen. In der Kartenansicht sind Baudenkmale ohne Koordinaten mit einem roten bzw. orangen Marker dargestellt und können in der Karte gesetzt werden. Baudenkmale ohne Bild sind mit einem blauen bzw. roten Marker gekennzeichnet, Baudenkmale mit Bild mit einem grünen bzw. orangen Marker.
- Offizielle Bezeichnung: Nennt den Namen, die Bezeichnung oder zumindest die Art des Kulturdenkmals und verlinkt, soweit vorhanden, auf den Artikel zum Objekt.
- Beschreibung: Nennt bauliche und geschichtliche Einzelheiten des Kulturdenkmals, vorzugsweise die Denkmaleigenschaften.
- Erfassungsnummer: Für jedes Kulturdenkmal wird in Sachsen-Anhalt eine 20stellige Erfassungsnummer vergeben. Die letzten zwölf Ziffern werden für die Untergliederung nach Teilobjekten genutzt und werden nur angegeben, soweit vergeben. In dieser Spalte kann sich folgendes Icon  befinden, dies führt zu Angaben zu diesem Baudenkmal bei Wikidata.
- Ausweisungsart: Die Einordnung des Denkmales nach § 2 Abs. 2 DenkmSchG LSA
- Bild: Ein Bild des Denkmales, und gegebenenfalls einen Link zu weiteren Fotos des Kulturdenkmals im Medienarchiv Wikimedia Commons. Wenn man auf das Kamerasymbol klickt, können Fotos zu Kulturdenkmalen aus dieser Liste hochgeladen werden: